# Острови Південнокитайського моря
Острови Південнокитайського моря — сукупність понад 250 островів, атолів, коралових мілин, піщаних мілин, рифів та підводних гір, розташованих у Південнокитайському морі. На більшості з цих низьких та дрібних островів відсутнє постійне населення. Острови Південнокитайського моря є спірними територіями: на них та на навколишні морські акваторії висувають численні територіальні претензії країни, що лежать на узбережжі Південнокитайського моря.
Острови Південнокитайського моря становлять окремий індомалайський екорегіон тропічних та субтропічних вологих широколистяних лісів (ідентифікатор WWF: IM0148), а також окремий морський екорегіон.

## Географія
Острови, мілини та рифи Південнокитайського моря згруповані в три архіпелаги. Також виділяють острови Чжунша, натомість острови, розташовані на континентальному шельфі, такі як Хайнань та Ріау, зазвичай розглядають окремо. Острови Південнокитайського моря мають коралове походження. Їх сукупна площа під час відпливу становить 15 км². Найбільшим островом серед них є Тайпін в групі островів Спратлі, довжина якого становить 1470 м, ширина — 350 м, а площа — 46 га.
Острови Південнокитайського моря включають:
- Парасельські острови, на які претендують КНР, Республіка Китай (Тайвань) та В'єтнам. Окуповані КНР за результатами битви за Парасельські острови[en][5].
- Острови Пратас та банки Верекер, на які претендують КНР і РК, окуповані Тайванем.
- Острови Спратлі, на частини яких претендують КНР, РК, В'єтнам, Малайзія, Філіппіни і, меншою мірою, Бруней. Включають[6][7]:
  - Мілина Джеймс[en]
  - Острів Тайпін[en]
  - Риф Чжунчжоу[en]
- Острови Чжунша[en], які включають:
  - Банка Маклсфілд (повністю розташована під водою), на яку претендують КНР[8], РК[9] і Філіппіни[10].
    - Мілина Уокер[en]

  - Мілина Скарборо (над водою знаходяться лише скелі), на яку претендують КНР, РК і Філіппіни[11].
  - Мілина Труро (Сіаньфа-Аньша або Шіаньфа-Аньша 特魯暗沙; 16°20′N 116°44′E)

Середня глибина Південнокитайського моря поблизу островів становить 200 м. Морське дно складається з палеозойських і мезозойських гранітів та з метаморфічних порід. Поблизу островів Спратлі морське дно опускається на понад 5000 м у Палаванський жолоб, який проходить паралельно філіппінському острову Палаван. Вважається, що ця підводна безодня утворилася в кайнозої одночасно з формуванням Гімалаїв понад 50 мільйонів років тому.
Легенда:

 Бруней  1：Риф Луїза (Терумбу-Семаранг-Барат-Кесіл)

 Малайзія  1：Риф Сваллоу (Пулау-Лаянг-Лаянг)  2：Риф Ардазьє (Терумбу-Убі)  3：Риф Даллас (Терумбу-Лая)  4：Риф Еріка (Терумбу-Сіпут)  5：Риф Інвестігейтор (Терумбу-Пенінджау)  6：Риф Марівелес (Терумбу-Мантанані)

 КНР  1：Риф Вогняного Хреста (Юншоцзяо)  2：Риф Місчіф (Мейдзіцзяо)  3：Риф Субі (Чжубіцзяо)  4：Риф Куартерон (Хуанцзяо)  5：Рифи Гавен (Наньсюньцзяо)  6：Риф Джонсон-Саус (Чігуацзяо)  7：Риф Хьюз (Дунменцзяо)

 Філіппіни  1：Острів Флет  2：Ланкіям-Кей  3：Лоаїта-Кей  4：Острів Лоаїта  5：Острів Наньшань  6：Норт-Іст-Кей  7：Острів Тіту
 8：Острів Вест-Йорк  9：Риф-Коммодор  10：Риф-Ірвінг  11：Мілина Секонд-Томас

 Республіка Китай  1：Острів Тайпін  2：Риф Чжунчжоу

## Клімат
Клімат різних острівних груп дещо відрізняється. Парасельські острови, розташовані північніше, мають субтропічний морський клімат. Середньорічна кількість опадів на них становить в середньому 1130 м, а їх розподіл має чітко виражений сезонний характер. У період з травня по серпень південно-західні пасати приносять велику кількість опадів, пік яких припадає на червень, коли за місяць їх випадає близько 226 мм. Північно-східні пасати приносять сухий сезон, а грудень є місяцем, коли випадає найменша кількість опадів — 3,3 мм.
Острови Спратлі, розташовані південніше, мають тропічний клімат. Середньорічна температура на них становить 27 °C, середня літня температура — 30 °C, а середня зимова температура — 25 °C. Середньорічна кількість опадів коливається від 1800 до 2000 мм. Протягом п'яти місяців з травня по листопад триває сезон дощів, який супроводжується південно-західними мусонами. Сухий сезон триває протягом семи місяців і супроводжується південно-східними мусонами.

## Флора
Через невелику кількість ґрунту або його відсутність, тривалий сухий сезон і сильні вітри, що дмуть протягом більшої частини року, велика кількість крихітних островів Південнокитайського моря повністю позбавлена рослиності. Однак на більших островах зустрічаються вічнозелені тропічні ліси, чагарникові ліси, а також прибережні чагарники і трави. Флора таких островів представлена переважно пантропічними видами.
Флора острова Вуді, найбільшого в групі Парасельських островів, є подібною до флори острова Хайнань, найбільшого острова КНР, розташованого на північ від Парасельського архіпелагу. На Вуді зареєстровано 312 видів квіткових рослин, а також 5 видів спорових рослин, 1 вид лишайників та 22 види макроміцетів (грибів). Більшість рослин на Парасельських островах належать до родин Злакові (Poaceae), Метеликові (Faboideae), Осокові (Cyperaceae), Молочайні (Euphorbiaceae), Мальвові (Malvaceae), Маренові (Rubiaceae), Ніктагінові (Nyctaginaceae) та Шорстколисті (Boraginaceae). Серед поширених на Парасельському архіпелазі рослин слід відзначити велику пізонію (Pisonia grandis), морську ранду (Guettarda speciosa), прибережну капусту (Scaevola taccada) та деревоподібний геліотроп (Heliotropium arboreum).
У чагарниковій та пляжній рослинності островів Спратлі переважає прибережна кордія (Cordia subcordata), прибережна капуста (Scaevola taccada) та індійський мигдаль (Terminalia catappa). Загалом на цих островах зареєстровано 48 видів судинних рослин, що належать до родин Маренові (Rubiaceae), Шорстколисті (Boraginaceae), Гуденієві (Goodeniaceae), Метеликові (Faboideae), Берізкові (Convolvulaceae) та Злакові (Poaceae). Серед рослин, що зустрічаються на островах Спратлі, слід відзначити повзучу тріумфетту (Triumfetta repens), великолисту кліторію (Clitoria macrophylla), реюньйонську охросію (Ochrosia borbonica) та стрункі кручені паничі (Ipomoea gracilis).
Флора островів Південнокитайського моря мало досліджена, і важко визначити, які види є рідними для них, а які були на них інтродуковані. Відомо, що китайці та в'єтнамці завезли на острови близько 47 видів рослин, зокрема арахіс (Arachis hypogaea), батат (Ipomoea batatas) та різноманітні овочі. Острів Тайпін в архіпелазі Спратлі, як повідомляється, у 1938 році був вкритий чагарниками, кокосовими пальмами (Cocos nucifera) та мангровими заростями; тут також вирощували ананаси (Ananas comosus). Існують свідчення про вирощування на островах папаї (Carica papaya), бананів (Musa) та навіть персиків (Prunus persica). На кілька островів, що були перетворені на невеликі туристичні курорти, був привезений ґрунт, в якому були висаджені дерева.

## Фауна
Наземна фауна островів Південнокитайського моря є малодослідженою. Місцеві ссавці на островах відсутні, натомість на них знаходяться великі колонії морських птахів. Крім того, багато перелітних птахів зимують на островах або використовують їх як місця для відпочинку під час міграції через Південнокитайське море.
Загалом на Парасельських островах зареєстровано 145 видів птахів, а на островах Спратлі — 96 видів. Серед птахів, що гніздяться на островах регіону, слід відзначити тихоокеанського буревісника (Calonectris leucomelas), білочереву сулу (Sula leucogaster), жовтодзьобого крячка (Thalasseus bergii) та білого крячка (Gygis alba). Також тут гніздиться 10 % світової популяції червононогих сул (Sula sula). Послід морських птахів може накопичуватися зі швидкістю від 10 мм до 1 м на рік і з часом утворює товсті відклади гуано.
У водах навколо островів зустрічаються зелені черепахи (Chelonia mydas) та бісси (Eretmochelys imbricata). Ці морські черепахи відкладають яйця на пляжах островів регіону.

## Історія
З 1405 по 1433 рік, під час панування в Китаї династії Мін, до Південно-Східної, Південної і Західної Азії та до Східної Африки здійснював експедиційні подорожі мореплавець Чжен Хе. У 1421 році Чжен Хе підготував шосте видання карти Мао Куня, яку китайці зазвичай називають «Навігаційна карта Чжен Хе» (спрощ.: 郑和航海图; кит. трад.: 鄭和航海圖; піньїнь: Zhèng Hé hánghǎi tú), яка включала острови Південнокитайського моря.
У XIX столітті Франція окупувала Індокитай та встановила контроль над островами Спратлі, а у 1930-х роках обмінялася кількома островами з Великою Британією. Під час Другої Світової війни всі острови Південнокитайського моря були окуповані Японією. Китайська Народна Республіка, заснована в 1949 році, претендувала на острови як на частину провінції Кантон (Гуандун), а пізніше як на частину провінції Хайнань.

## Назви
Острови Південнокитайського моря згадувалися в китайських текстах, таких як «І Чжоу шу», «Ши цзін», «Цзо чжуань» і «Го юй», починаючи з IV століття до н. е., однак лише побіжно, як частина "Південних територій" (спрощ.: 南州; піньїнь: Nán Zhōu) або "Південного моря" (спрощ.: 南海; піньїнь: Nán Hǎi).
В часи династії Цінь (221–206 рр. до н. е.) урядові чиновники називали острови Південнокитайського моря "Трьома таємничими групами островів" (спрощ.: 三神山; піньїнь: Sān Shén Shān).
Під час правління династії Східної Хань (23-220 рр. н.е.) Південнокитайське море було перейменоване у "Східне море" (спрощ.: 漲海; піньїнь: Zhǎng Hǎi), тому острови почали називатися "Острови Східного моря" (спрощ.: 漲海崎头; піньїнь: Zhǎnghǎi Qítóu).
Під час правління династії Цзінь (266–420 рр.) вони були відомі як "Коралові острови" (спрощ.: 珊瑚洲; піньїнь: Shānhú Zhōu).
Від часів династії Тан (618–907 рр.) до часів династії Цін (1644–1912 рр.) острови називалися різними назвами, однак зазвичай Парасельські острови називалися  Чанша, а острови Спратлі — Шитан.
Іншими назвами, які застосовувалися на позначення Парасельських островів, є Цзюжу Лочжоу (спрощ.: 九乳螺洲; піньїнь: Jiǔrǔ Luózhōu), Цічжоу Ян (спрощ.: 七洲洋; піньїнь: Qīzhōu Yáng), Чанша (спрощ.: 长沙; піньїнь: Chángshā), Цяньлі Чанша (спрощ.: 千里长沙; піньїнь: Qiānlǐ Chángshā) та Цяньлі Шитан (спрощ.: 千里石塘; піньїнь: Qiānlǐ Shítáng), а для островів Спратлі — Шитан (спрощ.: 石塘; піньїнь: Shítáng), Шичуан (спрощ.: 石床; піньїнь: Shíchuáng), Ваньлі Шитан (спрощ.: 万里石塘; піньїнь: Wànlǐ Shítáng) та Ваньлі Чанша (спрощ.: 万里长沙; піньїнь: Wànlǐ Chángshā).
В часи династії Цін поширеними назвами для островів регіону були Цяньлі Чанша та Ваньлі Шитан. Китайські рибалки з Хайнаню давали назви конкретним островам регіону, а у 1909 році Цін офіційно визначила назви для 15 великих островів. Під час Республіканської епохи (1912-1949 рр.) уряд називав острови Спратлі Туаньша Цюньдао (спрощ.: 团沙群岛; піньїнь: Tuánshā Qúndǎo) (团沙群岛), а пізніше — Нанша Кундо (спрощ.: 南沙群岛; піньїнь: Nánshā Qúndǎo). Парасельські острови в цей час мали назву Сіша Цюньдао (спрощ.: 西沙群岛; піньїнь: Xīshā Qúndǎo). За результатами експедицій 1932, 1935 та 1947 років республіканська влада нанесла на карту понад 291 острів, риф та банку. Китайська Народна Республіка зберегла назви республіканської епохи для островів регіону, а у 1983 році доповнила список 287-ма назвами островів, рифів, банок і мілин. З 2011 по 2012 рік Державна океанічна адміністрація КНР дала назву 1660 безіменним островам і острівцям, а у 2012 році Китай оголосив про плани дати назву ще 1664 безіменним об'єктам до серпня 2013 року. Кампанія присвоєння назв має на меті консолідувати претензії Китаю на суверенітет над округом Саньша, який включає острови Сіша (Парасельські острови), Наньша (острови Спратлі та мілину Джеймс) та Чжунша.

## Ресурси
На островах та на прилеглому морському дні є поклади корисних копалин, зокрема природного газу та нафти. Також Південнокитайське море багате на рибу та інші морські організми, які традиційно вживалися в їжу мешканцями навколишніх країн. Оскільки під час Другої Світової війни не вдалося вирішити протиріччя між різними претендентами на контроль над островами, а також через їх економічну, військову та транспортну важливість, острови Південнокитайського моря стали предметом суперечок між Китаєм, В'єтнамом та кількома іншими країнами Південно-Східної Азії.